# Lindsay y Crouse
Lindsay y Crouse fue el equipo de escritura de libretos conformado por Howard Lindsay y Russel Crouse, quienes colaboraron de manera famosa en una sucesión de obras de teatro y musicales de Broadway durante 27 años a mediados del siglo XX. Su primera colaboración fue la reescritura del libreto para el musical de Cole Porter Anything Goes en 1935. Continuaron escribiendo libretos para musicales de Broadway hasta 1962, incluyendo The Sound of Music de Rodgers y Hammerstein en 1959. También escribieron varias comedias exitosas; en particular, ganó el Premio Pulitzer de Drama en 1945 por su obra original State of the Union. Varias de sus obras fueron adaptadas a películas. El equipo también coprodujo la producción original de Arsénico y encaje antiguo del dramaturgo Joseph Kesselring.

## Trabajo compartido
Howard Lindsay y Russel Crouse colaboraron por primera vez en la reescritura del librreto de Anything Goes (1934) que se convirtió en un gran éxito y ha sido puesto en escena de nuevo con frecuencia. Fueron coautores de los libretos de varios musicales con destacados compositores y letristas, incluidos los libretos de Red, Hot and Blue (1936) de Cole Porter, Hooray for What! de Yip Harburg y Harold Arlen. (1937), Call Me Madam de Irving Berlin (1950), Happy Hunting de Harold Karr (1956) y The Sound of Music de Rodgers y Hammerstein (1959). Su última colaboración fue el musical de Irving Berlin de 1962, Mr. President.
Escribieron la obra Life with Father, que se inauguró en 1939 y fue protagonizada por Lindsay y su esposa Dorothy Stickney. Estuvo más de siete años, convirtiéndose en la obra no musical de mayor duración en Broadway. Otras obras originales de Broadway que escribieron juntos incluyeron Strip for Action (1942), Life with Mother (1948), Remains to Be Seen (1951), The Prescott Proposals (1953), The Great Sebastians (1956) y Tall Story (1959). En 1946, fueron galardonados con el Premio Pulitzer de Drama por su obra de 1945 State of the Union.
Además de escribir los libretos para los espectáculos de Broadway, también eran show doctors («médicos del espectáculo»), a quienes se les pedía que vinieran y mejoraran los espectáculos de Broadway en las pruebas fuera de la ciudad, ayudando al director y al autor del programa a mejorar el guion. También coprodujeron la producción original de la obra Arsénico y encaje antiguo, que se emitió en Broadway desde 1941 hasta 1944.
Muchas de las obras de teatro y libretos de Lindsay y Crouse para musicales se adaptaron a películas; generalmente por otros guionistas de Hollywood. El dúo fue coautor del guion de la versión cinematográfica de 1936 de Anything Goes protagonizada por Bing Crosby. Otras películas adaptadas de sus libretos musicales incluyen, la película de 1953 Call Me Madam, protagonizada por Ethel Merman, y la película de 1965, The Sound of Music, protagonizada por Julie Andrews y Christopher Plummer. Las adaptaciones cinematográficas de sus obras incluyen Life with Father (1947, protagonizada por William Powell, Irene Dunne y Elizabeth Taylor), El estado de la Unión (1948, protagonizada por Katharine Hepburn, Spencer Tracy y Angela Lansbury), Remains to Be Seen (1953, protagonizada por June Allyson y Van Johnson) y Tall Story (1960, protagonizada por Anthony Perkins y Jane Fonda).
Crouse nombró a su hija, la actriz Lindsay Ann Crouse, en honor a su asociación de larga data con Lindsay.